# 希爾頓全球酒店集團

前公司標誌

希爾頓全球酒店集團（英語：Hilton Worldwide Holdings Inc.），簡稱希爾頓全球（Hilton Worldwide），是一間成立于美國德克薩斯州的跨國酒店管理公司，經營和特許經營酒店、度假村和分時度假物業。曾是黑石集團的附屬公司，2013年上市。現總部設在美國維吉尼亞州的泰森斯市。
希爾頓全球控股有限公司，拥有除美国外全球范围内“希尔顿”商标的使用权。美国境内的希尔顿酒店则由希尔顿酒店管理公司（HHC）拥有并管理。希尔顿国际酒店集团经营管理着403间酒店，包括261间希尔顿酒店，142间面向中端市场的“斯堪的克”酒店，以及与总部设在北美的希尔顿酒店管理公司合资经营的、分布在12个国家中的18间“康萊德”酒店。它与希尔顿酒店管理公司组合的全球营销联盟，令世界范围内双方旗下酒店总数超过了2700间，其中500多间酒店共同使用希尔顿的品牌。

## 历史
1919年，康拉德·希爾頓收購位於德克薩斯州Cisco 的Mobley 酒店，這是希爾頓酒店的前身。
1925年，達拉斯希爾頓成為第一家使用希爾頓名字的酒店。1927年，希爾頓擴展到德克薩斯州的韋科，在那裡他開設了第一家在公共區域安裝空調並提供冷水的酒店。
公司於1946年以Hilton Hotels Corporation名義成立，隨後開始在紐約證券交易所公開交易股票。
1954年，希爾頓以1.11 億美元收購斯塔特勒酒店，成為當時最大的房地產交易。
1967年，環球航空收購希爾頓國際集團。
2005年12月29日，Hilton Hotels Corporation同意以33億英鎊（合57.1億美元）的價格從其英國所有者Hilton Group plc手中收購Hilton International。
2006年，希爾頓酒店集團再次收購希爾頓國際集團，並對旗下公司完成首次重組，對希爾頓全球品牌組合進行進一步擴展。隔一年的7月4日美國希爾頓酒店集團與黑石集團旗下的地產及企業私募基金達成協議，將以近260億美元的價格將公司出售給黑石集團。根據協議，黑石將以每股47.5美元價格，共計約185億美元收購希爾頓公開發行的普通股，按照3日希爾頓的收盤價計算，溢價幅度達到32％，這次收購將全部以現金形式進行。如果考慮黑石應承擔的希爾頓債務，這一交易作價達到260億美元。
截至2013年12月，希尔顿品牌在84个国家的4,080家酒店，包括超过672,000间客房。该公司拥有、管理或特许经营多種品牌，其中包括华尔道夫酒店及度假村、港丽酒店及度假村、希尔顿酒店及度假村、希尔顿逸林酒店、大使套房酒店、希尔顿花园酒店、汉普顿旅馆、Homewood Suites by Hilton、汉普顿套房酒店、Home2 Suites by Hilton和希尔顿度假大酒店。
2013年12月3日希爾頓酒店集團代號「HLT」計劃招股上市，發售1.1760624億股，每股作價20美元計算，集資額最多為23.4億美元。希爾頓本次IPO所發行的股份僅佔其總股本的約11.5%。待售股份內，來自希爾頓發行的新股有6410萬股，而現有股東則發售4870萬股。因此。以招股價範圍中位數計，希爾頓可集資12.1億美元。上市後，黑石仍持有76.2%的希爾頓股權。希爾頓全球控股（Hilton Global Holdings）目前持有希爾頓7.1%的股份，但如果它們不收購多餘股份，希爾頓上市後持股比例將被稀釋到1.7%。
2016年10月24日黑石集團以每股26.25美元，總計65億美元現金出售希爾頓全球酒店集團25%股份（2.475億股）给海航集團旗下海航旅遊。黑石集团现持有20.75%的股份。
截至2018年，在黑石集团（Blackstone）和海航集团（HNA）退出后，Hilton Worldwide Holdings Inc.成为一家完全独立运营的公司。

## 品牌

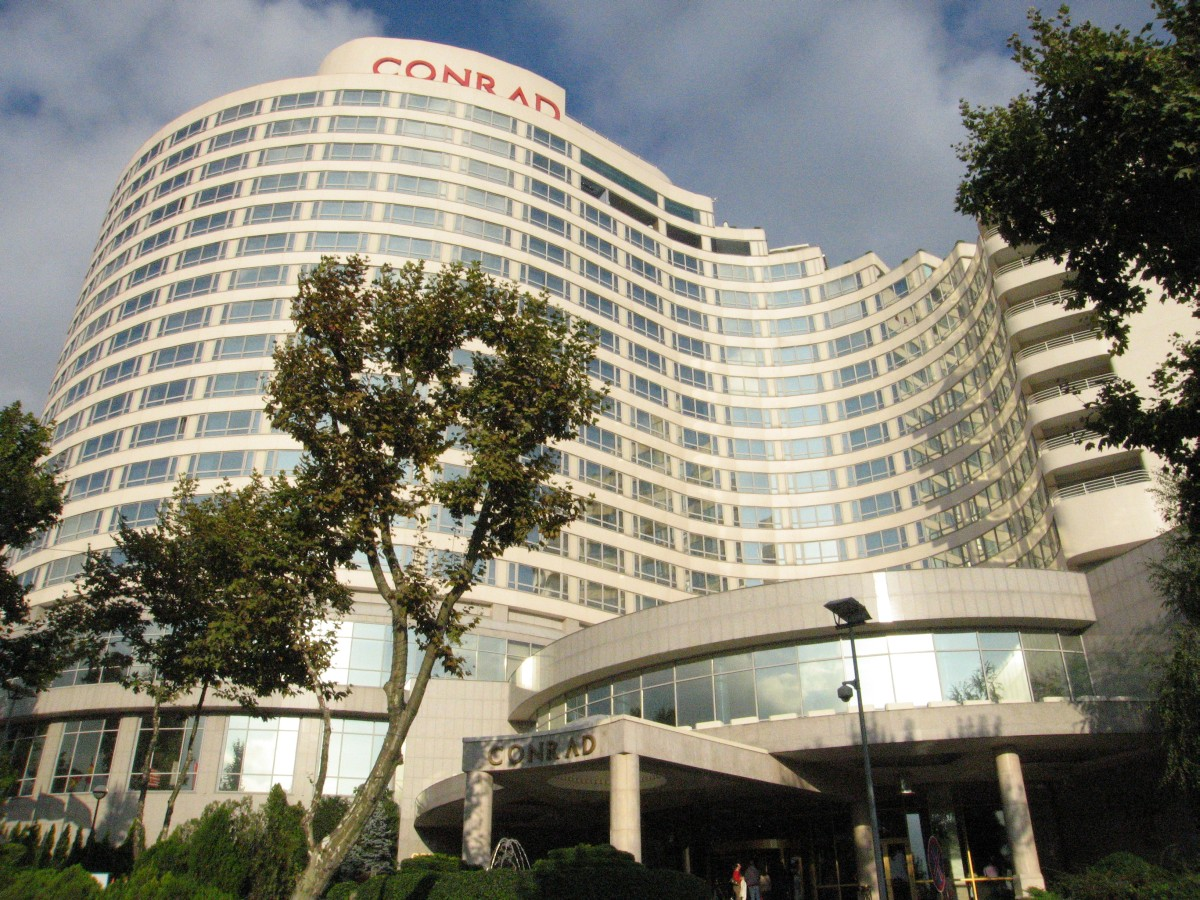
伊斯坦布爾港麗酒店

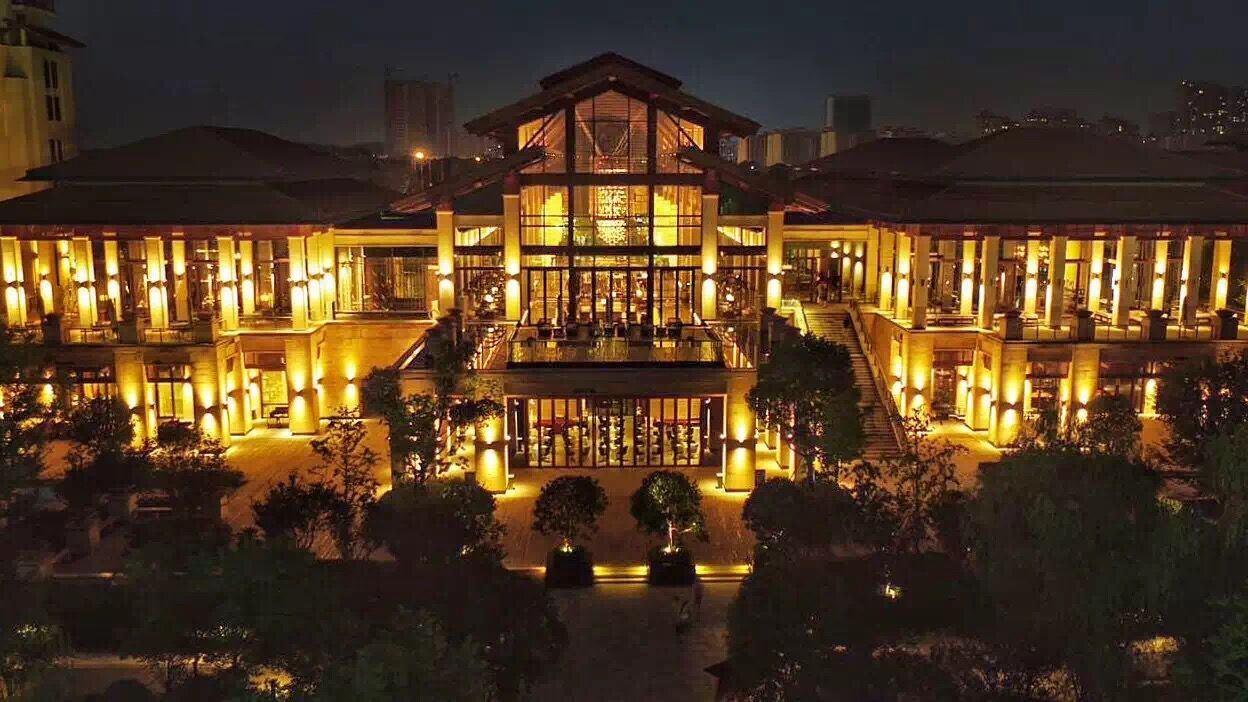
武漢希爾頓酒店

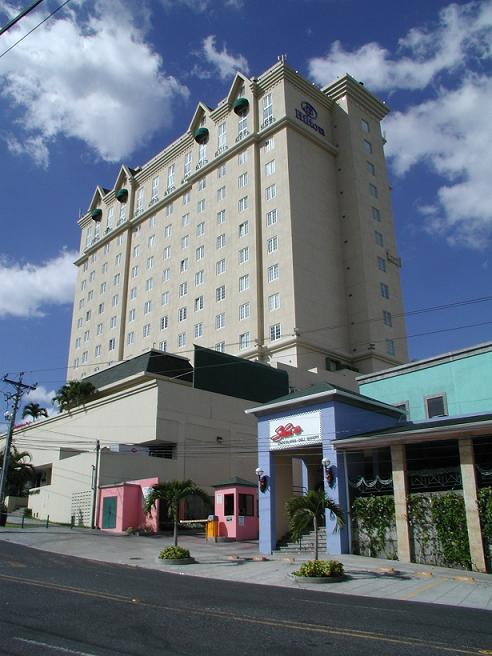
薩爾瓦多公主酒店

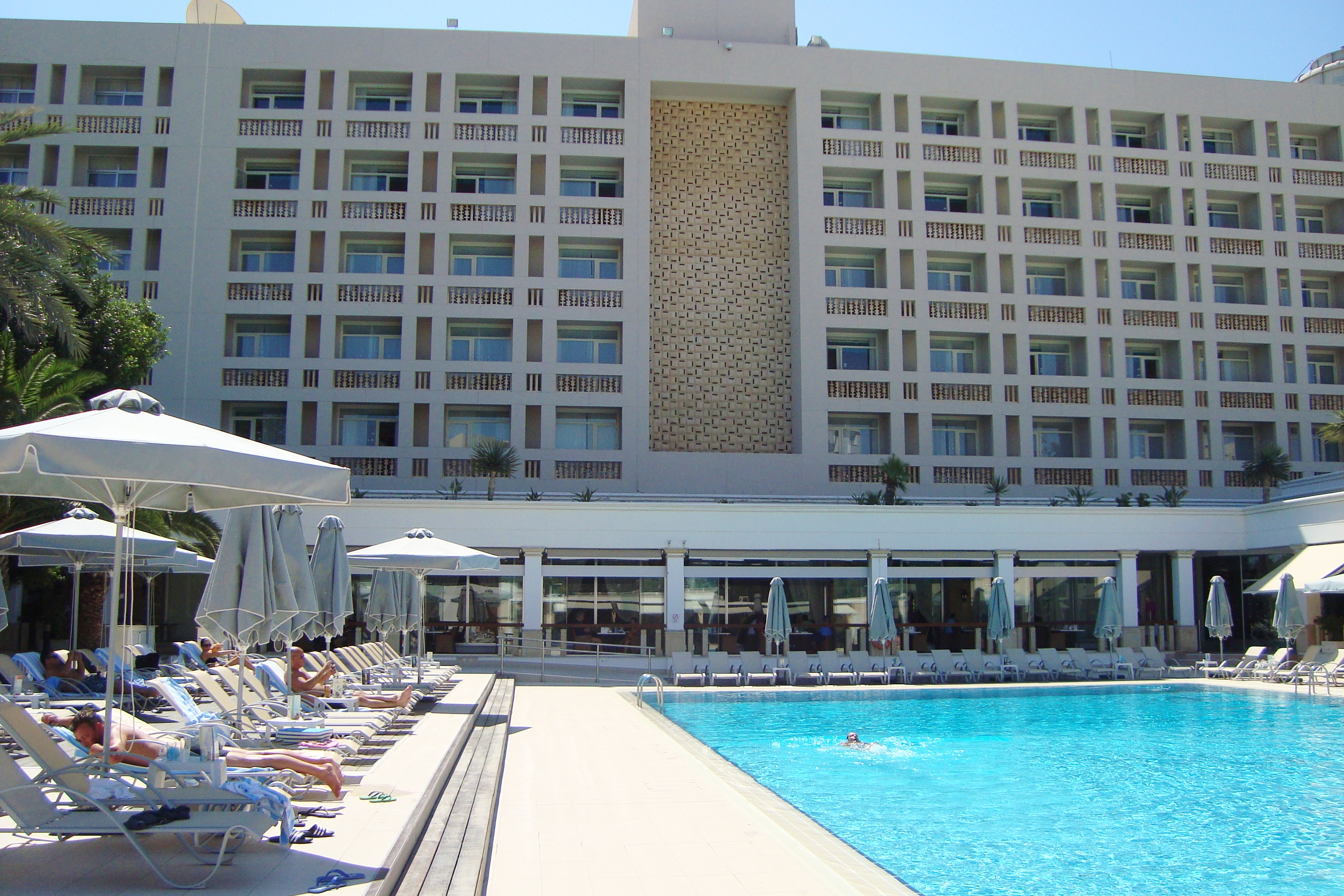
南賽普勒斯希爾頓酒店

### 奢华
- 华尔道夫酒店及度假村（Waldorf Astoria Hotel & Resort）
- 康萊德酒店及度假村（Conrad Hotel & Resort）
- LXR酒店及度假村（LXR Hotel & Resort）
- Nomad酒店（Nomad Hotel）

### 豪华
- 希爾頓酒店及度假村 (Hilton Hotels & Resorts)
- 希爾頓西嘉酒店（Signia by Hilton）
- 希爾頓逸林酒店（DoubleTree by Hilton）

### 生活方式
- 希爾頓嘉悅里酒店（Canopy by Hilton)[6]
- 希爾頓格芮精選酒店（英语：Curio (brand)）（Curio Collection）
- 希爾頓啟繽精選酒店 (Tapestry Collection by Hilton)
- 希爾頓點我酒店 (Tempo by Hilton)

### 旅居
- 希爾頓安泊酒店（Embassy Suites by Hilton）
- 希爾頓欣庭酒店（Homewood Suites by Hilton）
- 希爾頓惠庭酒店（Home2 Suites by Hilton）

### 中端
- 希爾頓花園酒店（Hilton Garden Inn）
- 希爾頓歡朋酒店（Hampton by Hilton）
- 希爾頓莫託酒店（Motto by Hilton）

### 經濟型
- 希爾頓杜爾酒店（Tru by Hilton）
- 希爾頓斯巴克酒店 (Spark by Hilton)[7]

### 分时度假
- 希爾頓度假大酒店（Hilton Grand Vacations）

### 前品牌
- 希爾頓Coral酒店
- Denizen Hotels
- Lady Hilton
- Scandic Hotels